# Zdravko-Ćiro Kovačić
Zdravko-Ćiro Kovačić (Sebenico, 6 luglio 1925 – Fiume, 1º aprile 2015) è stato un pallanuotista jugoslavo, vincitore di due medaglie d'argento alle olimpiadi di Helsinki 1952 ed Melbourne 1956.